# Helina zhouquensis
Helina zhouquensis är en tvåvingeart som beskrevs av Xue 2001. Helina zhouquensis ingår i släktet Helina och familjen husflugor. Inga underarter finns listade i Catalogue of Life.